# 인디카 시리즈

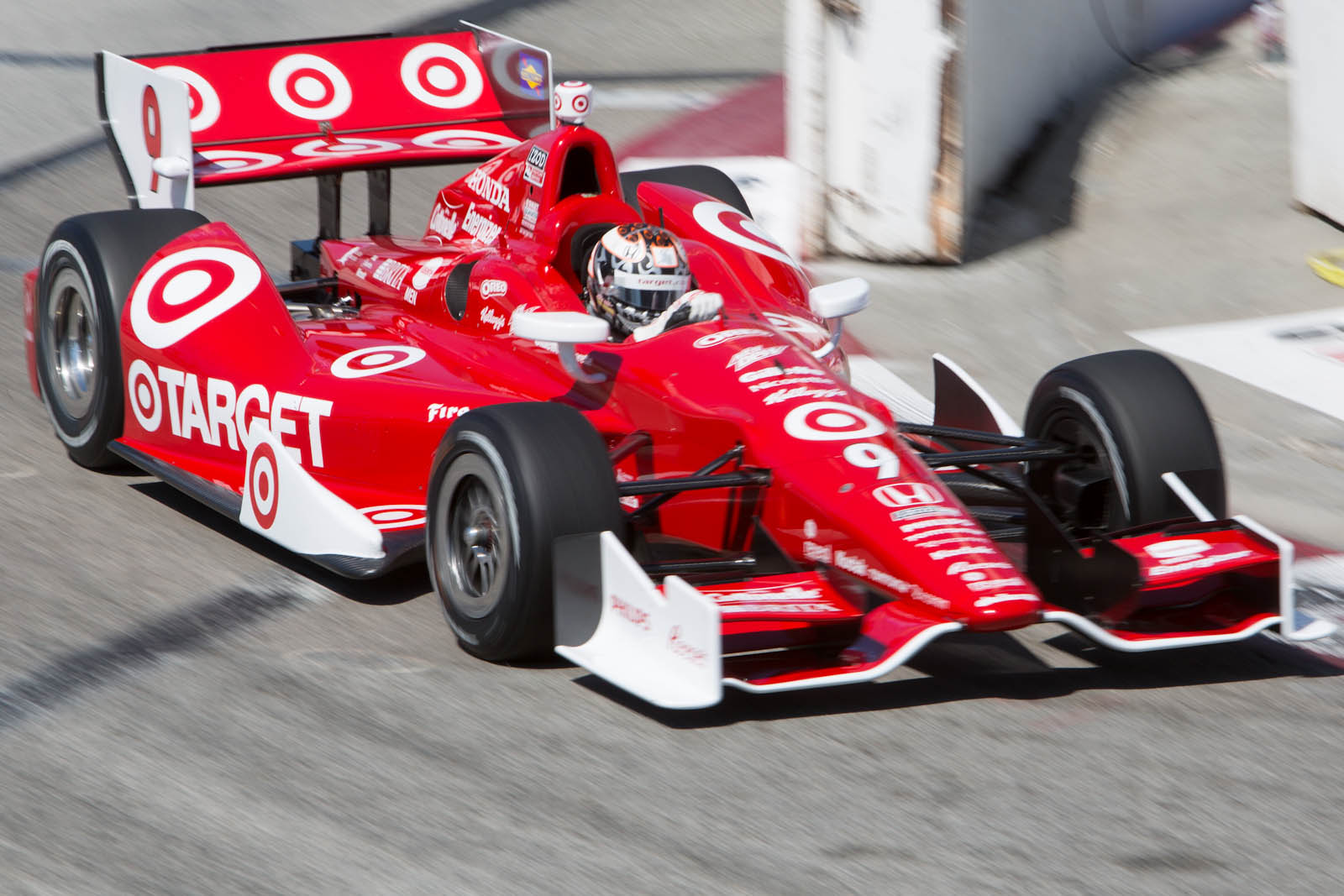

인디카 시리즈(IndyCar Series)는 IndyCar가 주최하는 모터스포츠 시리즈이다.

## 역대 우승자
- 1996년 -  버즈 컬킨스 /  스콧 샤프 (무승부)
- 1997년 -  토니 스튜어트
- 1998년 -  케니 브래크
- 1999년 -  그렉 레이
- 2000년 -  버디 레이지어
- 2001년 -  샘 호니시 주니어
- 2002년 -  샘 호니시 주니어
- 2003년 -  스콧 딕슨
- 2004년 -  토니 카난
- 2005년 -  댄 웰던
- 2006년 -  샘 호니시 주니어
- 2007년 -  다리오 프랜치티
- 2008년 -  스콧 딕슨
- 2009년 -  다리오 프랜치티
- 2010년 -  다리오 프랜치티
- 2011년 -  다리오 프랜치티
- 2012년 -  라이언 헌터레이
- 2013년 -  스콧 딕슨
- 2021년 -  알렉스 팔로우

## 같이 보기
- 인디애나폴리스 500
- 아메리칸 챔피언십 카 레이싱